# Miss World Hungary
Nem tévesztendő össze a következőkkel: Miss Hungary, Miss Universe Hungary, Miss Earth Hungary és Miss International Hungary
A Miss World Hungary egy évenkénti megrendezésű magyar szépségverseny, melynek célja, hogy magyar versenyzőt küldjön a Miss World nemzetközi szépségversenyre. Először 1996-ban rendezték meg, bár a nemzetközi versenyen először 1989-ben vett részt magyar versenyző: Gerlóczy Magdolna, aki a Miss Hungary 1989 versenyt nyerte meg. A cím jelenlegi birtokosa (a 2025-ös győztes) Végvári Janka.
2008 és 2010 között a Miss Universe Hungary és Miss Earth Hungary versenyekkel összevonva, A Királynő című show-műsor keretében rendezték meg, melynek győztese (a "Királynő") viselte a Miss World Hungary címet. 2011-ben A Szépségkirálynő című show-műsor keretében rendezték meg a versenyt, ismét összevonva a Miss Earth Hungary és Miss Universe Hungary versenyekkel.
A Miss World világdöntőjén a legjobb eredményt Kulcsár Edina érte el, akit 2014-ben, Londonban a második helyezettnek választották, továbbá a Queen of Europe címet is elnyerte.

## Története
A Miss World versenyre először 1989-ben küldött versenyzőt Magyarország. A győztes a Miss Hungary versenyt nyerte meg. 1995-ig ennek a versenynek a győztese indulhatott a világversenyen (kivéve 1993, amikor nem volt magyar induló).
1996-ban a verseny kettévált, ebben az évben rendezték meg először a vetélkedőt Miss World Hungary néven, és azóta csak ennek a versenynek a győztese vehet részt a nemzetközi versenyen. Ekkor vásárolta meg a Miss World licence-t Fásy Ádám versenyigazgató. Csak olyan országok küldhetnek versenyzőt a nemzetközi döntőbe, amelyek ezt a licence-t megvásárolják, és vállalják, hogy az abban leírtaknak megfelelően választják meg az adott ország küldöttjét.
2006-ban Fásy Ádám mint versenyigazgató visszavonult, és a verseny megrendezésének jogát átadta a Magyarország Szépe Kft.-nek, azonban ő maga résztulajdonosa a cégnek és tanácsadóként továbbra is közreműködik az esemény lebonyolításában. Ugyanebben az évben a Magyarország Szépe Kft. hosszútávú együttműködési megállapodást írt alá a Kórházi Önkéntes Segítő Szolgálat Alapítvánnyal. A versenyt szervező cég azért támogatja az alapítványt, hogy a kórházi ápolásra szorulóknak nyújtott – több egészségügyi intézményben eredményesen alkalmazott – önkéntes segítő programjukat segítse. Több verseny győztese, Tóth Renáta és Freire Szilvia is részt vett már az alapítvány munkájában.
2008 májusában a versenyt összevontan rendezték meg a Miss Universe Hungary versennyel, mivel mindkét rendezvény licencének a tulajdonosa a Magyarország Szépe Kft. lett, és A Királynő címmel nagyszabású, az RTL Klub tévécsatornán élőben közvetített show-műsor keretében koronázták meg a 3 győztest: Miss Universe Hungary, Miss World Hungary és Miss Earth Hungary néven. A szabályok szerint A Királynő győztese a Miss World Hungary cím birtokosa. 2009-ben és 2010-ben a Miss World Hungaryt újra A Királynő címmel rendezték meg ugyanazok a szervezők.
2011-ben a versenynek új televíziós szponzora lett: a TV2 csatorna, a show-műsor nevét A Szépségkirálynőre változtatták, de a formátuma ugyanaz maradt. A győztes a Miss World, a helyezettek a Miss Universe és a Miss Earth versenyeken képviselik Magyarországot.
2013 májusában Hajdú Péter cége, a Frizbi Entertainment Kft. megvásárolta a Magyarország Szépe Kft.-t, ez utóbbi új ügyvezetője Hajdú felesége, Sarka Kata lett.

### A részvétel feltételei
A versenyzőnek 17 és 24 év között kell lennie, nem lehet férjezett, elvált vagy özvegy, és nem lehet gyermeke. További kizáró ok a verseny imázsába nem illő fotók és filmek létezése. Ez többnyire ruhátlan képeket és pornófelvételeket jelent.

### A magyar versenyzők szereplése a nemzetközi döntőn
A világversenyen még soha nem sikerült a magyar résztvevőnek bejutni a középdöntősök közé. Ennek a célnak az eléréséhez legközelebb Freire Szilvia és Serdült Orsolya állt; Szilvia 2008-ban 109 résztvevő közül kiválasztva a között a három versenyző között volt, akik eséllyel pályáztak a Miss World Beauty with a Purpose különdíjára. A különdíj győztese automatikusan helyet kap a középdöntősök között, azonban a zsűri egy másik jelölt javára döntött, Orsolya 2009-ben a Miss World Sports elődöntőn a 3. helyezést érte el, de csak a győztes jutott tovább a középdöntőbe.

### A korona
Az 1996-tól használt koronát 2001-ben felváltotta a Szentgyörgyi György, Szentgyörgyi Györgyné és Kolozsi László ötvösművészek által készített ékszer, melyet egyetlen aranylemezből vágtak ki, és számos ékkő díszítette, súlya 1560 gramm volt.
2007 óta egy magyar ékszerésznő által tervezett tiara a verseny koronája. Az ékszer ezüstből készült, és féldrágakövek díszítik, értéke kb. 1 millió forint.

### Érdekességek

#### Többször versenyzők
Egyes győztesek többször is megpróbálkoznak a cím elnyerésével:
- Dobó Ágnes: 2010 (győztes), 2008 (döntős)
- Bodri Krisztina: 2007 (győztes), 2003 (döntős)
- Freire Szilvia: 2008 (győztes), 2007 (3. helyezett)
- Orbán Veronika: 2004 (győztes), 2002 (3. helyezett)
- Serdült Orsolya: 2009 (győztes), 2008 (döntős)
- Tóth Renáta: 2006 (győztes), 2002 (döntős)

Rajtuk kívül olyan versenyző is volt, aki szintén többször versenyzett, de egyik évben sem sikerült helyezést elérnie.

#### Más versenyek győztesei a mezőnyben
A versenyen részt vettek olyan versenyzők is, akik más országos rendezésű szépségversenyt is megnyertek.
- Bende Adrienn: Miss World Hungary 2003 és 2005 (2. helyezett), Miss Universe Hungary 2006 (győztes)
- Oláh Noémi: Miss World Hungary 2006 (2. helyezett), Miss Hungary 2005 (győztes)

## Győztesek
A táblázat a verseny győztesét, győzelemkori életkorát és lakhelyét valamint a Miss World versenyen elért eredményét mutatja.
| Év   | Miss World Hungary                    | Életkor, Lakóhely   | Eredmény                                                      |
| ---- | ------------------------------------- | ------------------- | ------------------------------------------------------------- |
| 1996 | Deák Andrea                           | 18, Budapest        | Nem ért el helyezést                                          |
| 1997 | Petes Beáta                           | Győr                | Nem ért el helyezést                                          |
| 1998 | Horváth Éva                           | 20, Budapest        | Nem ért el helyezést                                          |
| 1999 | Dankai Erika                          | Debrecen            | Nem ért el helyezést                                          |
| 2000 | Kuchta Judit                          | 21, Miskolc         | Nem ért el helyezést                                          |
| 2001 | Kapócs Zsóka                          | 22                  | Nem ért el helyezést                                          |
| 2002 | Rozs Renáta                           | Jánossomorja        | Nem ért el helyezést                                          |
| 2003 | Tóth Eszter                           | Tata                | Nem ért el helyezést                                          |
| 2004 | Orbán Veronika                        | Zalaegerszeg        | Nem ért el helyezést                                          |
| 2005 | Semmi-Kis Tünde                       | Budapest            | Nem ért el helyezést                                          |
| 2006 | Tóth Renáta                           | Debrecen            | Nem ért el helyezést                                          |
| 2007 | Bodri Krisztina                       | Budapest            | Nem ért el helyezést                                          |
| 2008 | Freire Szilvia                        | 24, Budapest        | Nem ért el helyezést                                          |
| 2009 | Serdült Orsolya                       | 21, Budapest        | Nem ért el helyezést                                          |
| 2010 | Dobó Ágnes a verseny eredeti győztese | 22, Debrecen        | Baleset miatt visszalépett a világversenyen való részvételtől |
| 2010 | Kaló Jennifer                         | 22, Budapest        | Nem ért el helyezést                                          |
| 2011 | Szunai Linda                          | 18, Nagykovácsi     | TOP 30                                                        |
| 2012 | Cserháti Tamara                       | 20, Győr            | Nem ért el helyezést                                          |
| 2013 | Rákosi Annamária                      | 21, Debrecen        | Nem ért el helyezést                                          |
| 2014 | Kulcsár Edina                         | 24, Budapest        | 2. helyezett                                                  |
| 2015 | Kiss Daniella                         | 21, Bag             | Nem ért el helyezést                                          |
| 2016 | Gelencsér Tímea                       | 22, Budapest        | TOP 20                                                        |
| 2017 | Koroknyai Virág                       | 20, Budapest        |                                                               |
| 2018 | Szarvas Andrea                        | 20, Vésztő          |                                                               |
| 2019 | Nagypál Krisztina                     | 23, Budapest        |                                                               |
| 2021 | Tótpeti Lili                          | 20, Nagykanizsa     | TOP 40                                                        |
| 2023 | Hacsi Boglárka                        | 23, Miskolc         |                                                               |
| 2024 | Katzenbach Andrea                     | 23, Kiskőrös        |                                                               |
| 2025 | Végvári Janka                         | 17, Mosonmagyaróvár |                                                               |

## Versenyek

### 1996
A győztes az Indiában, 1996. november 22-én megrendezett világversenyen képviselte Magyarországot.
| Helyszín | Időpont              | Résztvevők száma | Győztes     | 2. helyezett | 3. helyezett |
| -------- | -------------------- | ---------------- | ----------- | ------------ | ------------ |
| ?        | 1996. szeptember 12. | ?                | Deák Andrea | ?            | ?            |

Többi résztvevő:
Különdíjak:
Zsűri:
Fellépő művészek:
Műsorvezetők:

### 1997
A győztes a Seychelles-szigeteken, 1997. november 22-én megrendezett világversenyen képviselte Magyarországot.
| Helyszín                | Időpont | Résztvevők száma | Győztes     | 2. helyezett | 3. helyezett |
| ----------------------- | ------- | ---------------- | ----------- | ------------ | ------------ |
| Budapest, Vidám Színpad | 1997. ? | ?                | Petes Beáta | ?            |              |

Különdíjak:
Zsűri:
Fellépő művészek:
Műsorvezetők:

### 1998
A győztes a Seychelles-szigeteken, 1998. november 26-án megrendezett világversenyen képviselte Magyarországot.
| Helyszín           | Időpont | Résztvevők száma | Győztes     | 2. helyezett  | 3. helyezett |
| ------------------ | ------- | ---------------- | ----------- | ------------- | ------------ |
| Budapest, operaház | 1998. ? | ?                | Horváth Éva | ?Garami Anett | ?            |

Különdíjak:
Zsűri:
Fellépő művészek: Zámbó Jimmy popénekes, Miklósa Erika operaénekes, Cotton Club Singers, Keleti Andrea-Kovács Zoltán táncospár,
Műsorvezetők:

### 1999
Két elődöntőt tartottak Budapesten és Debrecenben, ahonnan 25-en jutottak tovább a középdöntőbe. A középdöntőben 12 versenyzőt választottak ki a döntőben való részvételre. A verseny felkészítőtáborát Horvátországban tartották. A versenyzőket vendégül látta a horvát turisztikai miniszter és Korcula város polgármestere.
A győztes a Londonban, 1999. december 4-én megrendezett világversenyen képviselte Magyarországot.
| Helyszín                 | Időpont             | Résztvevők száma | Győztes      | 2. helyezett   | 3. helyezett    |
| ------------------------ | ------------------- | ---------------- | ------------ | -------------- | --------------- |
| Budapest, Thália Színház | 1999. augusztus 28. | 12               | Dankai Erika | Komonyi Zsuzsa | Nógrádi Mariann |

Többi résztvevő:Giczey Aranka, Hajdú Eszter, Horváth Brigitta,Jámbor Ibolya, Kárpáti Kinga, Kosztrub Henrietta,Lánczi Ivett,Nagy Szilvia,Székely Ágnes
Különdíjak:
Zsűri:
Fellépő művészek: Janza Kata és Pintér Tibor színészek, Csütörtök 12, dr. Komáromi István, Kováts Gergely Csanád, Budapest Dixieland Band
Műsorvezetők:

### 2000
Mivel a versenyt ötödik alkalommal rendezték Miss World Hungary néven, a döntőn díszvendégek voltak az előző 4 év győztesei.
A győztes a Londonban, 2000. november 30-án megrendezett világversenyen képviselte Magyarországot.
| Helyszín                 | Időpont             | Résztvevők száma | Győztes      | 2. helyezett | 3. helyezett |
| ------------------------ | ------------------- | ---------------- | ------------ | ------------ | ------------ |
| Budapest, Madách Színház | 2000. augusztus 27. | 17               | Kuchta Judit | Csótó Klára  | László Klára |

Többi résztvevő:
Különdíjak:
Zsűri:
Fellépő művészek: latin szamba táncosok, AD Stúdió, Delhusa Gjon,
Műsorvezetők:

### 2001
A felkészítőtábort és a döntőt egyaránt Hévízen tartották. Az eseményre új koronát készíttettek. A győztes a Dél-Afrikában, 2001. november 16-án megrendezett világversenyen képviselte Magyarországot.
| Helyszín | Időpont             | Résztvevők száma | Győztes      | 2. helyezett  | 3. helyezett  |
| -------- | ------------------- | ---------------- | ------------ | ------------- | ------------- |
| Hévíz    | 2001. augusztus 31. | 18               | Kapócs Zsóka | Perényi Pálma | Besenyei Dóra |

Többi résztvevő:
Kullai Tímea, Csillag Szilvia, Sáfár Krisztina, Szabó Melinda, László Vivien, Ördög Alíz, Egyedi Szilvia, Vadászi Anita, Kulman Klaudia, Molnár Gabriella, Beke Euridiké, Szakál Katalin, Kovács Amarilla, Szvitek Szilvia,  Berceli Krisztina.
Különdíjak: Egyedi Szilvia: Miss Tourism International Hungary. A világversenyt 2002-ben rendezték meg, Sri Lankán.
Zsűri: Szalai Annamária, Csötönyi Sándor, Hagyó Miklós, Gál Valéria
Fellépő művészek:
Műsorvezetők:

### 2002
A döntőt Hajdúszoboszlón rendezték meg. Eredetileg 20 versenyző jutott be, de egyikőjük visszalépett.
A győztes a Londonban, 2002. december 7-én megrendezett világversenyen képviselte Magyarországot.
| Helyszín       | Időpont              | Résztvevők száma | Győztes     | 2. helyezett   | 3. helyezett   |
| -------------- | -------------------- | ---------------- | ----------- | -------------- | -------------- |
| Hajdúszoboszló | 2002. szeptember 12. | 20               | Rozs Renáta | Laky Zsuzsanna | Orbán Veronika |

Többi résztvevő: Bakonszegi Anna, Barhács Dóra, Borsits Tímea, Czeglédi Zsuzsanna, Jancsurák Rita, Kiss Noémi, Kovács Alexandra, Lovász Beáta, Nagy Rozalinda, Sallay Edina, Sarkadi Nagy Ivett, Tóth Eszter, Tóth Renáta, Tóth Szilvia, Török Nikoletta, Vancsura Szilvia, Végh Viktória
Különdíjak:
Zsűri:
Fellépő művészek:
Műsorvezetők:

### 2003
A győztes a Kínában, 2003. december 6-án megrendezett világversenyen képviselte Magyarországot.
| Helyszín       | Időpont | Résztvevők száma | Győztes     | 2. helyezett  | 3. helyezett |
| -------------- | ------- | ---------------- | ----------- | ------------- | ------------ |
| Hajdúszoboszló | 2003.   | 20               | Tóth Eszter | Bende Adrienn | Takács Judit |

Többi résztvevő: Aradi Gabriella, Barta Rita, Bodri Krisztina, Csapó Erika, Fodor Szilvia, Héri Anikó, Jenei Beáta, Kubovics Krisztina, Majer Barbara, Márton Beatrix, Maska Erika, Rácz Edina, Sarkadi Angéla, Schneider Andrea Jennifer, Szalai Adrienn,
Tóth Szilvia, Zagyva Andrea
Különdíjak:
Zsűri:
Fellépő művészek:
Műsorvezetők:

### 2004
A győztes az Kínában, 2004. december 4-én megrendezett világversenyen képviselte Magyarországot. A világversenyre vitt jótékony célra elárverezett ajándéka egy porcelánhegedű volt.
| Helyszín       | Időpont | Résztvevők száma | Győztes        | 2. helyezett | 3. helyezett |
| -------------- | ------- | ---------------- | -------------- | ------------ | ------------ |
| Hajdúszoboszló | 2004. ? | 20               | Orbán Veronika | Halász Enikő | Lőrincz Gina |

Többi résztvevő: Bevicz Bernadett, Bibó Izabella, Burkus Anett, Fazekas Márta, Gabora Hajnalka, György Edit, Havasi Diána, Márton Mariann, Molnár Gitta, Molnár Julianna, Nagy Réka, Oros Boglárka, Patuzzi Anett, Rajkó Emese, Rajnai Tímea, Riczu Nikoletta, Szabovik Szilvia
Különdíjak:
Zsűri:
Fellépő művészek: Mága Zoltán és az Angyalok, Fiesta együttes, Romantic együttes, Flashdance Tánccsoport
Műsorvezetők:

### 2005
A versenyre 647-en jelentkeztek, közülük 20-an kerültek be a hajdúszoboszlói döntőbe, amit a Hungarospa Gyógyfürdő és Egészségturisztikai Rt. Strand Mediterrán Hajószínpadán rendeztek meg.
A győztes a Kínában, 2005. december 10-én megrendezett Miss World versenyen képviselte Magyarországot.
| Helyszín       | Időpont            | Résztvevők száma | Győztes         | 2. helyezett  | 3. helyezett |
| -------------- | ------------------ | ---------------- | --------------- | ------------- | ------------ |
| Hajdúszoboszló | 2005. augusztus 6. | 20               | Semmi-Kis Tünde | Bende Adrienn | Kozma Éva    |

Többi résztvevő: Bagladi Bettina, Balogh Éva, Benke Anna, Boros Anita, Bűti Bettina, Grăff Dóra Eszter, Ható Júlia, Kovács Réka, Papp Veronika Lilla, Pölös Mónika, Rajkó Emese, Révai Katalin, Szalai Adrienn, Szilágyi Gabriella, Szobonya Tímea, Varga Adrienn, Zahradnik Gina
Különdíjak:
Zsűri:
Fellépő művészek: a Romantic együttes, Tóth Vera, a V-Tech együttes, az Afro Keguys Band, és a Tűzmadarak.
Műsorvezető: Csisztu Zsuzsa

### 2006
A győztes a 2006. szeptember 30-án Lengyelországban megrendezett világversenyen képviselte Magyarországot.
A döntőt népmesei elemekkel megtűzdelt show-műsorként tartották meg, melyben "Lali király", a hasonló című rádiós műsoráról is ismert Boros Lajos megszemélyesítésében, kereste a legszebb királylányt. A döntőn vendégként részt vett a Miss World cím akkori birtokosa, az izlandi Unnur Birna Vilhjalmsdottír, valamint a világverseny főszervezője, A Miss World Organization Plc. elnöke, Julia Morley.
| Helyszín        | Időpont         | Résztvevők száma | Győztes     | 2. helyezett | 3. helyezett |
| --------------- | --------------- | ---------------- | ----------- | ------------ | ------------ |
| Millenáris Park | 2006. július 7. | 21               | Tóth Renáta | Oláh Noémi   | Nagy Réka    |

Többi résztvevő: Balogh Éva, Bánhegyi Anna Krisztina, Benedek Róza Muriel, Bobkó Anna, Budaházi Nóra, Csoma Brigitta, Erdődy Réka, Farkas Edina, Hajdú Emőke, Kiss Noémi, Komenda Mónika, Pető Boglárka, Piros Adrienn, Révai Katalin, Simó Vivien, Szőcs Lilla, Szőke Csilla, Vígh Adrienn
Különdíjak:
Zsűri: Laky Zsuzsanna Miss Európa 2003 győztes, Ungár Anikó bűvész, David Merlini bűvész, Árpa Attila, Szentgyörgyi Rómeó, Gianni Annoni
Fellépő művészek:
Műsorvezető: Tornóczky Anita

### 2007

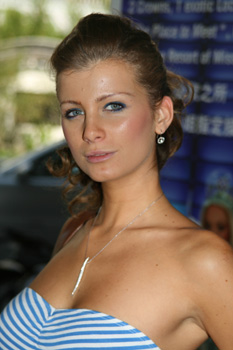
Bodri Krisztina a Miss World 2007 versenyen Kínában, 2007 decemberében

Az augusztusi veszprémi, debreceni és budapesti elődöntők után a döntőt a Hungexpo Vásárközpontban rendezték meg.
A győztes 2007. december 1-jén Kínában képviselte Magyarországot.
| Helyszín                        | Időpont              | Résztvevők száma | Győztes         | 2. helyezett  | 3. helyezett   |
| ------------------------------- | -------------------- | ---------------- | --------------- | ------------- | -------------- |
| Hungexpo Budapesti Vásárközpont | 2007. szeptember 26. | 21               | Bodri Krisztina | G. Nagy Lilla | Freire Szilvia |

Többi résztvevő: Bernáth Zsuzsanna, Bertalan Edina, Beviz Bernadett, Bokor Bianka, Bugya Dóra, Csuti Anita, Graft Dóra Eszter, Hutkai Brigitta, Komenda Mónika, Mátyás Erika, Nagy Gabriella Julianna, Országh Dóra, Panari Tímea Noémi, Perakovics Adrienn, Perakovics Petra, Ruzsás Bettina, Schmuczer Bernadett, Tasi Dóra
Különdíjak:
- Közönségdíj: Graff Dóra Eszter
- Velvet-különdíj: Komenda Mónika

Zsűri: Bíró Ica,
Fellépő művészek:
Műsorvezetők: Novodomszky Éva és Abaházy Csaba

### 2008

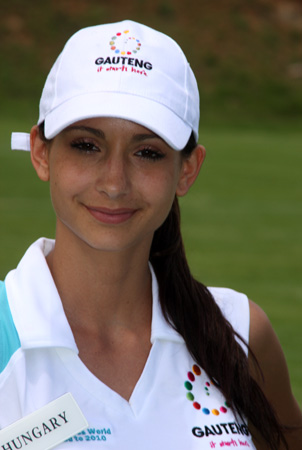
Freire Szilvia a Miss World 2008 verseny Sport Napján, Dél-Afrikában, 2008 decemberében

A versenyt a Miss Universe Hungary és Miss Earth Hungary versenyekkel összevonva, A Királynő címmel valóságshow-szerűen rendezte meg a Magyarország Szépe Kft. és az RTL Klub.
A versenyre több, mint 2000 hölgy jelentkezett, akik közül 400-at hívtak be válogatásra. Közülük 24-en utazhattak el a balatonkenesei felkészítőtáborba.
A 24 fős mezőnyből az eredeti tervek szerint 3 versenyzőt a zsűri szavazatai alapján kizártak volna a televíziós döntőn való részvételből, de mivel egy résztvevő betegségre hivatkozva visszalépett, ezért csak 2 versenyzőt szavaztak ki.
Sok külföldi szépségversenyhez hasonlóan ebben az évben a 21 fős mezőnyből kiválasztották az 5 legjobbnak ítélt versenyzőt (TOP5), akik közül – egy interjúsorozat után – kihirdették a győzteseket.
A győztes Freire Szilvia a 2008. december 13-án, a Dél-Afrikában megrendezett Miss World versenyen képviselte Magyarországot, ahol nem jutott a középdöntőbe, a legjobb eredménye a Beauty With a Purpose különdíjra való jelölése volt.
| Helyszín                   | Időpont         | Résztvevők száma           | Győztes        |
| -------------------------- | --------------- | -------------------------- | -------------- |
| RTL Klub budafoki stúdiója | 2008. május 22. | eredetileg 24, a döntőn 21 | Freire Szilvia |

TOP5: Dammak Jázmin, Polgár Krisztina, Dobó Ági, Tepedelem Tímea
Többi résztvevő: Hoffmann Mariann, Kárnyáczki Laura, Graf Dóra Eszter, Budai Zsuzsa, Bencsik Emerencia, Auth Noémi, Gégény Nikoletta, Kisdeák Karin, Leszkó Ivett, Liszi Brigitta, Lukács Mercédesz, Mittler Patrícia, Nyakas Laura, Palácsik Tímea, Serdült Orsolya, Simonváros Dóra, Tóth Natália, Varga Mercédesz, Vladár Krisztina
Különdíjak:
- Közönségdíj:[34] Gégény Nikoletta

Zsűri,: Bodri Krisztina előző évi győztes; Medveczky Ilona táncművész, Csupó Gábor filmrendező, Sütő Enikő exmodell, üzletasszony, Détár Enikő színésznő, Kálomista Gábor filmproducer, Klinszky Gábor fotóművész, Szuper Levente, Eördögh Erika, Gyulai Zoltán
Fellépő művészek:
Műsorvezetők: Jáksó László és Stohl András

### 2009
A versenyt ebben az évben is a Miss Universe Hungary és a Miss Earth Hungary versenyekkel összevonva, A Királynő 2009 néven futó show-műsor keretében rendezte meg a Magyarország Szépe Kft. és az RTL Klub. A győztes december 12-én a Dél-Afrikában, Johannesburgban megrendezendő világversenyen képviselte Magyarországot.
A versenyre több, mint ezer nevezés érkezett, melyek közül 800 jelöltet hívtak be kétnapos előválogatásra, amit az RTL Klub székházában tartottak. Az előválogatásról 80 versenyző jutott a középdöntőbe, és onnan 24 jelölt az élőben közvetített május 21-i döntőbe. A tavalyi évhez hasonlóan a felkészítő tábor ideje alatt a 24 döntősből 3 versenyző kiesett.
Az elődöntő zsűrije: Hajas László mesterfodrász, Klinszky Gábor fotóművész, Jónás Kata sminkmester, Aipli Ágnes modell, Sarnyai Eszter modell valamint az RTL Klub és a Magyarország Szépe Kft. vezetői.
A budapesti félkészítőtáborban a versenyzők 4 különdíjért versenyeztek. A Miss Talent, Miss Sport, Miss Bikini és Miss Charity címek birtokosai automatikusan bekerülnek a közé a 21 versenyző közé, akik részt vehetnek a május 21-i döntőn. A különdíjak győzteseit május 13-án hirdették ki. A felkészülés alatt egy versenyzőt, Papp Zsófiát korábbi aktfotói miatt kizártak a versenyből, további két versenyző, Papp Lívia és Weiszdorn Szilvia pedig a verseny szabályai szerint kiesett.
A versenyt Serdült Orsolya nyerte, aki a világverseny döntőjében nem jutott a középdöntőbe, legjobb eredménye a Miss World Sports válogatón elért 3. helyezés volt.
| Helyszín                   | Időpont         | Résztvevők száma           | Győztes         |
| -------------------------- | --------------- | -------------------------- | --------------- |
| RTL Klub budafoki stúdiója | 2009. május 21. | eredetileg 24, a döntőn 21 | Serdült Orsolya |

TOP7: Budai Zsuzsa, Kocsis Korinna, dr. Kávássy Leila, Halász Beatrix, Winke Adrienn, Ágoston Dóra
Többi résztvevő: Ayree Claudia, Bázlik Dóra, Horváth Bettina, Horváth Tina, Huszárovics Dalma, Kovács Nóra, Krupa Judit, Maximovits Anett, Misik Renáta, Nádai Anikó, Németh Luca, Papp Lívia, Papp Zsófia, Regős Lili, Rettig Zita, Ster Erna, Weiszdorn Szilvia
Különdíjak:
- Miss Talent: dr. Kávássy Leila
- Miss Sport: Regős Lili
- Miss Charity: Winke Adrienn
- Miss Bikini: Serdült Orsolya
- Közönségdíj: Kocsis Korinna

Zsűri: Horváth Éva Miss World Hungary 1998, Dobó Kata színésznő, Szabó Patrícia színésznő, Fehér Orsolya, az Atractiv Agency Modellügynökség vezetője, Ungár Anikó bűvész, Stohl András színész, Villám Géza, Klinszky Gábor fotós, Panti Péter újságíró, Gyulai Zoltán, a Magyarország Szépe Kft. egyik tulajdonosa, Kiss-Szigeti László, Maráczi Ákos, az Operabál szervezője
Fellépő művészek: Anti Fitness Club, Serbán Attila és Szabó Kimmel Tamás
Műsorvezetők: Ördög Nóra és Hajós András

### 2010
A versenyt – immáron harmadik éve – a Magyarország Szépe Kft. rendezte meg az RTL Klubbal közösen, A Királynő című show-műsor keretében, ahol a Miss Universe Hungary és Miss Earth Hungary díjakat is kiosztották.
Az elődöntőt 2010. március 29-31-én tartották az RTL Klub székházában, közel 2000 jelentkező részvételével. Az elődöntő zsűrije: Katus Attila személyi edző, Tihanyi Ákos koreográfus, Sarnyai Eszter modell, a műsor készítői és a Magyarország Szépe Kft képviselői, Pantl Péter, a CKM főszerkesztője, Ördög Nóra, a műsor egyik szerkesztője, Klinszky Gábor fotóművész és Náray Tamás divattervező.
Az elődöntők után 24 versenyző jutott a döntőbe. Ők egy többnapos program keretében készültek fel a döntőre. A felkészülés alatt, az ott mutatott teljesítményük alapján 3 versenyző kiesett, így 21-en vettek részt a televíziós döntőben. Április 30-án Bodri Szilvia betegség miatt feladta a versenyt, így 23-an utaztak el a felkészítőtáborba.

#### Különdíjak
A felkészülés során 4 különdíjért versenyeztek a résztvevők. A különdíjak nyertesei automatikusan bekerültek a május 13-ai televíziós döntőbe.
Április 30-án tartották meg az első különdíjért, a Miss Talent címért folytatott vetélkedőt, melynek során a versenyzők különböző műsorszámokat mutattak be. Egy részük táncos produkcióval készült: Zsár Ottília new style táncot mutatott be Mephisto jelmezbe öltözve, Matus Mónika kortárs táncot adott elő, Pocsai Ágota hiphopot táncolt, Kocsis Dorottya cha-cha-cha-zott, Vigh Diána hastáncot mutatott be, Zeller Zita hobbiját, a vívást ötvözte egy modern tánckoreográfiával, Misik Renáta egy celtic soft dance koreográfiát mutatott be, Somogyi Zsófia egy latin táncot. Farkas Gréta és Babinyecz Tímea showtáncolt, Meiczinger Barbara mazsorettezett, Mayor Klára rúdtáncolt.
Többen verset mondtak, vagy mesét adtak elő: Pásztor Krisztina Tatjána levelét olvasta fel Puskin Anyeginjéből, Török Zsanett egy mesét mesélt a szépségről, melynek címe Mese a szeretről, a szépségről és a tükörről. Himer Krisztina és Béres Evelin egy-egy Szabó Lőrinc verset szavalt el. Vida Nikoletta József Attila verset, Farkas Zsuzsa Ady Endre egy művét adta elő, Vizinger Diána egy monológot mondott el.
Kaló Jennifer egy televíziós sorozat, a Szex és New York egyik szereplőjétől, Carrie Bradshaw-tól idézett, Dobó Ágnes pedig egy stand-up comedy műsorszámmal készült.
A Miss Sport vetélkedőt a május 2-án rendezték meg, ahol a versenyzőknek helyből ugrásban, szlalom futásban, négyütemű fekvőtámaszban, guggolásban, könnyített fekvőtámaszban, felülésben és futásban kellett összemérni erejüket. Az egyik versenyszámban az egyik versenyző, Misik Renáta megsérült.
Május 3-án került sor a Miss Charity különdíjért folyó versenyre. Ezen a rendezvényen a versenyzőknek egy-egy általuk kiválasztott jótékony cél mellett kellett kampányolniuk.
Többen választották az egészséges élet propagálását: Kaló Jennifer azt szeretné, ha többet sportolnának az emberek, Babinyecz Tímea egészségkomplexumot építene. Társadalmi problémák ellen is többen kampányoltak: Vizinger Diána egy egészséges és fogyatékos gyerekek által egyaránt látogatható iskolát hozna létre, Dobó Ágnes a szegénység problémáiról beszélt, Vida Nikolett több jogsegély irodát nyitna, Farkas Zsuzsa pedig a munkanélküliség visszaszorításáról beszélt. Mások a szelektív hulladék gyűjtés és a környezetvédelem mellett tették le a voksukat, vagy a negatív diszkrimináció ellen tartottak beszédet.
A Miss Bikini versenyt május 4-én este rendezték meg.
A különdíjak győzteseit május 5-én, egy sajtótájékoztató keretében hirdették ki, miszerint
- Miss Talent: Dobó Ágnes
- Miss Sport: Babinyecz Tímea
- Miss Charity: Vígh Diána
- Miss Bikini: Kaló Jennifer

#### A döntő
A verseny szabályai szerint, bár 24-en jutottak el a felkészítőtáborba, közülük hárman nem vehettek részt a május 13-ai döntőn. A döntőn való részvétel az adott versenyző felkészülés alatt nyújtott teljesítményén múlik.
Bodri Szilvia betegség miatt már korábban feladta a versenyt, így a május 5-én megtartott sajtótájékoztatón két versenyzőt búcsúztattak a szervezők: Zsár Ottíliát és Himer Krisztinát.
Az élőben közvetített döntőben a versenyzők fürdőruhás és estélyi ruhás bemutatót tartottak, valamint a meghívott művészekkel hetes csoportokban 3 zenés-táncos produkciót adtak elő. A produkciók alapján a zsűri 7 versenyzőt juttatott tovább, akik a verseny utolsó fordulójában egy-egy kérdésre válaszoltak.
A verseny győztesének díja 1 millió forint valamint tárgynyeremények.
A versenyt Dobó Ágnes nyerte, aki a Miss World 2010 versenyen fogja képviselni Magyarországot.
| Helyszín                   | Időpont         | Résztvevők száma           | Győztes    |
| -------------------------- | --------------- | -------------------------- | ---------- |
| RTL Klub budafoki stúdiója | 2010. május 13. | eredetileg 24, a döntőn 21 | Dobó Ágnes |

TOP7: Pocsai Ágota (10), Farkas Zsuzsa (3), Misik Renáta (15), Babinyecz Tímea (1), Zeller Zita (7) és Kaló Jennifer (21)
Többi versenyző): Béres Evelin (6), Bodri Szilvia, Breusz Ljubov (20), Farkas Gréta (14), Himer Krisztina, Kocsis Dorottya (11), Kövecses Petra (13), Major Klára (16), Matus Mónika (9), Meiczinger Barbara (12), Pásztor Krisztina (19), Somogyi Zsófia (2), Török Zsanett (8), Vida Nikolett (17), Vigh Diána (4), Vizinger Diána (5), Zsár Ottília
Különdíjak
- Miss Talent: Dobó Ágnes
- Miss Sport: Babinyecz Tímea
- Miss Charity: Vígh Diána
- Miss Bikini: Kaló Jennifer
- Közönségdíj:[62][68] Dobó Ágnes

Zsűri: Ebergényi Réka, Gyulai Zoltán, a Magyarország Szépe Kft. ügyvezetője, Gubás Gabi, Kiss-Szigeti László, Keleti Andrea táncos, Freire Szilvia, Miss World Hungary 2008, Nagy Sándor, Vass Virág újságíró, Maráczi Ákos, Klinszky Gábor fotóművész, Pantl Péter, a CKM főszerkesztője,
Fellépő művészek: Csipa, Ádok Zoltán, Nagy Feró és Bebe
Műsorvezetők: Hujber Ferenc és Lilu

#### A világversenyen
A győztes, Dobó Ágnes egy baleset miatt visszalépett a Miss World 2010-en való részvételtől, így a világversenyen a Miss Earth Hungary 2010 címet birtokoló Kaló Jennifer vett részt.
Jennifer a Beach Beauty címért rendezett előválogatón bejutott a legjobb 20 versenyző közé. A Miss World Sportswoman-választáson Jennifer ismét sikeres volt, itt is bejutott a legjobb 20 közé.
Az október 30-án rendezett döntőn 25 továbbjutó versenyzőt választottak ki, Jennifer nem volt köztük.

### 2011
2011-ben a versenyt a TV2 és a Magyarország Szépe Kft. szervezte meg A Szépségkirálynő – a szépség nyara című műsor keretében. A döntőt élőben közvetítette a TV2 július 14-én.
A 2011. évi versenyre olyan magyar állampolgárságú versenyzők jelentkezését várták, akik 2011. február 28-ig betöltötték 17. évüket, illetve akik eddig az időpontig nem töltötték be 24. évüket. A jelentkezés során kizáró ok, ha a jelölt férjezett, elvált, van gyereke, és ha akt- vagy hasonló jellegű fényképeket készítettek róla és ezek jogait bármely médiának eladta.
A versenyre a május 30-ai határidőig több, mint kétezren küldték el jelentkezésüket. A válogatásra, melyet Budapesten tartottak, a 2000-ből mintegy 600 jelentkezőt hívtak be, akik közül 24-en vehetnek részt a felkészítő táborban.
A győztes a Miss World 2011 versenyen fogja képviselni Magyarországot 2011 novemberében, Londonban.

#### A versenyzők
A 24 döntős: Bertók Marianna, Firts Patrícia, Gróf Evelin, Hódi Anikó, Katona Renáta, Konkoly Ágnes, Kovács Döníz, Lipcsei Betta, Lukács Mercédesz, Mészáros Vivien, Mihályi Marianna, Németh Nikolett, Potari Laura, Regős Lili, Ruzsás Bettina, Siha Edina, Szabó Dóra, Száraz (Szentiványi) Szandra, Szunai Linda, Tóth Ildikó, Török Korinna, Vigmán Bernadett, Weisz Fanni, Zsigó Fanni
A döntősök közül hárman már korábban is részt vettek a versenyen: Lukács Mercédesz 2008-ban, Regős Lili 2009-ben és Ruzsás Bettina 2007-ben. Weisz Fanni személyében először jutott be a döntőbe fogyatékkal élő versenyző, mivel Fanni siket. Konkoly Ágnes korábban triatlonban csapatversenyen országos harmadik helyezést ért el, egyéniben tizedik volt. Lipcsei Betta több filmben szerepelt kisebb szerepekben, valamint sportműsort vezetett a Sport TV-n.
Több, korábban döntős versenyző újra indult a rendezvényen (Kocsis Korinna, Wizinger Diána) de ebben az évben nem jutottak be a döntőbe. Korinna esetében a zsűri azt tartotta a legfontosabb ellenérvnek, hogy ő már nyert a versenyen (a Miss Earth Hungary 2009 cím birtokosa).
A verseny ideje alatt az egyik versenyző, Száraz Szandra nevet változtatott, Szárazról Szentiványira, mivel az interneten megjelent egy hasonló nevű aktmodell.
2011. június végén-július elején a Nemzeti Nyomozóiroda nyomozást folytatott egy nő ellen, akit azzal gyanúsítottak, hogy lányokat közvetített ki Dubaiba, akik ott szexuális szolgáltatásokat nyújtottak. A nyomozás során 3, meg nem nevezett versenyző neve is kapcsolatba került az üggyel. A Magyarország Szépe Kft. és a show-műsor producere cáfolták, hogy a versenyzők között lenne olyan, aki prostituáltként dolgozott volna az arab országban.

#### A felkészülés
A döntőre való felkészülés keretében tartották meg a Miss Sport vetélkedőt június 26-án Balatonalmádiban három sportágban: futás, sárkányhajózás és ügyességi vetélkedők. Két versenyzőnek egészségügyi problémákat okozott a vetélkedő: Mészáros Viviennek vérnyomásproblémái voltak, Szunai Lindának a torka vérzett be. Mivel a verseny egyik célja a jótékonykodás, a versenyzők öt, Balatonalmádiban nyaraló hátrányos helyzetű gyereket vittek el sárkányhajózni. A Miss Sport győztesének nevét később hozzák nyilvánosságra.
A versenyzők július 5-én költöztek be a herceghalmi felkészítőtáborba.
Aznap este tartották a Miss Talent versenyt, amelynek során volt aki énekelt, rajzolt, hastáncolt, parodizált, fuvolázott, oroszul mondott verset, nagymamája esküvői ruhájában néptáncolt, vagy bűvésztrükköket mutatott be. Július 6-án a beszédkészségüket vizsgáztatták a Miss Charity versenyen. Egy kétperces előadást kellett tartaniuk egy maguk választotta témában. Témáik között voltak a fiatalkori elhízás, környezetvédelem és a 2010-es ajkai vörösiszap-katasztrófa. Július 7-én került sor a Miss Bikini választásra.
Mind a 4 különdíjért folyó versenyen 5 versenyzőt neveztek meg, akik a legjobbak voltak, közülük kerültek ki a különdíjak győztesei, akik biztosan bekerültek a televíziós döntőbe. A versenyek győzteseit július 8-án hirdették ki.

##### Különdíjak
A különdíjak győztesei, akik biztosan bekerültek a döntőbe:
- Miss Sport: Regős Lili
- Miss Talent: Szabó Dóra
- Miss Charity: Weisz Fanni
- Miss Bikini: Szunai Linda

##### Kieső versenyzők
A felkészülőtáborban nyújtott teljesítményük alapján a 24 versenyzőből csak 20-an jutottak be a döntőbe. A kieső versenyzők: Tóth Ildikó, Török Korinna, Zsigó Fanni és Kovács Döniz.

#### A döntő
A döntőt július 14-én tartották meg. Az élő show ideje alatt a tévécsatornán webkamerás közvetítésben lehetett követni az öltöző eseményeit.
A műsor első részében a versenyzőket egyenként bemutatták, majd fürdőruhában is felvonultak. Ezután kihirdették, hogy a döntőbe jutott 20 versenyző közül melyik az az öt, akik nem jutnak tovább a következő, koktélruhás fordulóba. A 15 továbbjutó a kihirdetés sorrendjében: Gróf Evelin, Vigmann Bernadett, Konkoly Ágnes, Bertók Marianna, Regős Lili, Hódi Anikó, Weisz Fanni, Mészáros Vivien, Szabó Dóra, Siha Edina, Németh Nikolett, Szunai Linda, Katona Renáta, Mihályi Marianna, Lipcsei Betta. A kieső versenyzők: Firts Patrícia, Potári Laura, Szentiványi Szandra, Ruzsás Bettina, Lukács Mercédesz.
Koktélruhás forduló után újabb 5 versenyző kiesett. A legjobb 10-be jutott versenyzők: Szabó Dóra, Katona Renáta, Siha Edina, Lipcsei Betta, Konkoly Ágnes, Weisz Fanni, Szunai Linda, Hódi Anikó, Németh Nikolett, Bertók Mariann. A kieső versenyzők: Regős Lili, Vigmann Bernadett, Mihályi Marianna, Mészáros Vivien és Gróf Evelin.
A 10 legjobb versenyző felvonult estélyi ruhában, majd a végeredmény kihirdetése következett. A közönségdíjat Weisz Fanni nyerte. A győztes Szunai Linda lett, aki november 6-án Londonban fogja képviselni Magyarországot a Miss World 2011 versenyen. A 2. helyet és a Miss Universe Hungary címet Lipcsei Betta, a harmadikat és a Miss Earth Hungary címet Szabó Dóra nyerte el.
| Helyszín       | Időpont          | Résztvevők száma           | Győztes      |
| -------------- | ---------------- | -------------------------- | ------------ |
| a TV2 stúdiója | 2011. július 14. | eredetileg 24, a döntőn 20 | Szunai Linda |

A a show műsorvezetői Majka és Rákóczi Ferenc.
A döntőn fellépő művészek: SP, Trokán Nóra, Caramel, Király Viktor, Gáspár Laci
A verseny zsűrije: Makány Márta divattervező, Zsidró Tamás mesterfodrász, Michelisz Norbert autóversenyző, Rubint Réka életmódszakértő, Detlef Tursies a Miss Intercontinental tulajdonosa, Gyulai Zoltán a Magyarország Szépe Kft. társtulajdonosa, Simon Zsolt a TV2 vezérigazgatója, Pantl Péter a CKM és Playboy magazin főszerkesztője, Maráczi Ákos üzletember, Dr. László Zsolt plasztikai sebész, Dammak Jázmin a MissUniverse Hungary 2008 győztese, Kasza Tibor zenész, Arik Herman a Caprice ügyvezető igazgatója, Haddaway zenész, Andy Vajna producer, a zsűri elnöke.

##### Díjak
A verseny győztesei a Caprice által készített gyémánt ékszereket nyertek másfél, fél- és negyed millió forint értékben, míg az első helyezett egy Peugeot autót is nyert.
A közönségdíjas versenyző a Miss Intercontinental 2011 versenyen való indulás jogát nyerte meg.

### 2012
A 2012-es döntőt június 9-én rendezi meg a TV2 és a Magyarország Szépe Kft. A verseny producere Hajdú Péter. Az előválogatókat Budapesten tartották április végén, a másodikra már csak a legjobb 80 jelentkezőt hívták be.
A Miss World Hungary 2012 cím győztese a Miss World 2012 versenyen fogja képviselni Magyarországot.

#### A versenyzők
A versenyre körülbelül ezren jelentkeztek. A zsűri által a felkészítőtáborba juttatott 20 versenyző mellett a kiesett jelöltek közül a Facebookon választhattak a nézők egy további továbbjutót. A szavazatok alapján Mayle Jennifer jutott tovább, de a zsűri és a szervező kft őt kizárta a versenyből arra hivatkozva, hogy nem felel meg a verseny nemzetközi szabályainak a túlsúlya miatt.
A felkészítőtáborba jutott versenyzők: Almassalma Zita, Bencsik Emerencia, Csábi Tünde, Cserháti Tamara, Dovicsák Bettina, Egedi Niké, Farsang Dorottya, Gombos Alíz Andrea, Görög Réka Dorottya, Kocsis Alexandra, Konkoly Ágnes, Kovács Nikolett, Molnár Viktória Zita, Nagy Kinga, Németh Laura Csilla, Ollé Henriett, Orgován Szilvia, Rákosi Annamária, Ricza Nikoletta, Szabó Fruzsina.

#### A felkészítőtábor
A felkészítőtáborban elődöntőket tartottak, melyeknek a győztesei automatikusan bejutottak a TV2-n élőben adott döntőbe. Rajtuk kívül még hatan jutottak tovább, így a döntőn 12 versenyző vehetett részt: Ricza Nikoletta, Kocsis Alexandra, Rákosi Annamária, Kovács Nikolett, Görög Réka, Bencsik Emerencia, Almassalma Zita, Egedi Niké, Cserháti Tamara, Gombos Alíz, Konkoly Ágnes és Csábi Tünde

#### A döntő
A döntőben 4 fordulóban kellett a versenyzőknek megmutatniuk magukat, és minden forduló után újabb két versenyző kiesett. A közönségdíjas versenyzőre azonban mind a 12 résztvevő közül lehetett szavazni.
Az első, fürdőruhás forduló után kiesett versenyzők: Gombos Alíz és Kovács Nikolett.
A második, koktélruhás kör után Egedi Niké és Görög Réka Dorottya nem jutott tovább. A harmadik, fehérneműs forduló után kiesett Almassalma Zita és Csábi Tünde.
Fellépő művészek: Kasza Tibor, Alexandra Stan, Bereczki Zoltán, Kökény Attila, Bencsik Tamara, Radics Gigi

## Videók
Hazai döntők
- A Királynő 2008 - fürdőruhás bemutató. [2009. február 21-i dátummal az eredetiből archiválva]. (Hozzáférés: 2009. május 27.)
- A Királynő 2008 - estélyi ruhás bemutató. [2009. február 28-i dátummal az eredetiből archiválva]. (Hozzáférés: 2009. május 27.)
- A Királynő 2008 - TOP5 kihirdetése. [2009. március 12-i dátummal az eredetiből archiválva]. (Hozzáférés: 2009. május 27.)
- A Királynő 2008 - TOP5 bemutatkozása. [2009. február 24-i dátummal az eredetiből archiválva]. (Hozzáférés: 2009. március 29.)
- A Királynő 2008 - eredményhirdetés. [2009. február 23-i dátummal az eredetiből archiválva]. (Hozzáférés: 2009. március 29.)
- A Királynő 2009 - elődöntő. [2009. március 31-i dátummal az eredetiből archiválva]. (Hozzáférés: 2009. március 29.)
- A Királynő 2009 - a 21 döntős és a különdíjak kihirdetése. [2009. május 16-i dátummal az eredetiből archiválva]. (Hozzáférés: 2009. május 13.)
- A Királynő 2009 - fürdőruhás bemutató. [2009. május 26-i dátummal az eredetiből archiválva]. (Hozzáférés: 2009. május 23.)
- A Királynő 2009 - estélyi ruhás bemutató. [2009. május 25-i dátummal az eredetiből archiválva]. (Hozzáférés: 2009. május 23.)
- A Királynő 2009 - TOP7 kihirdetése. [2009. május 25-i dátummal az eredetiből archiválva]. (Hozzáférés: 2009. május 23.)
- A Királynő 2009 - eredményhirdetés. [2009. május 25-i dátummal az eredetiből archiválva]. (Hozzáférés: 2009. május 23.)
- A Királynő 2010 - elődöntő. [2010. május 10-i dátummal az eredetiből archiválva]. (Hozzáférés: 2010. május 6.)
- A Királynő 2010 - Miss Talent és Miss Sport választás, a 21 döntős és a különdíjak kihirdetése. (Hozzáférés: 2010. május 6.)
- A Királynő 2010 - fürdőruhás bemutató. [2010. május 16-i dátummal az eredetiből archiválva]. (Hozzáférés: 2010. május 13.)
- A Királynő 2010 - estélyi ruhás bemutató. [2010. május 16-i dátummal az eredetiből archiválva]. (Hozzáférés: 2010. május 14.)
- A Királynő 2010 - eredményhirdetés. [2010. május 16-i dátummal az eredetiből archiválva]. (Hozzáférés: 2010. május 14.)

A versenyzők a világversenyeken
- Petes Beáta a Miss World 1997 versenyen – nemzetek parádéja Elérés: 2009. május 23.
- Dankai Erika a Miss World 1999 versenyen – nemzetek parádéja Elérés: 2009. május 23.
- Kapócs Zsóka a Miss World 2001 versenyen – nemzetek parádéja Elérés: 2009. május 23.
- Orbán Veronika a Miss World 2004 versenyen – nemzetek parádéja Elérés: 2009. május 23.
- Semmi-Kis Tünde a Miss World 2005 versenyen – nemzetek parádéja Elérés: 2009. május 23.
- Tóth Renáta a Miss World 2006 versenyen – nemzetek parádéja Elérés: 2009. május 23.
- Bodri Krisztina a Miss World 2007 versenyen – nemzetek parádéja Elérés: 2009. május 23.
- Kaló Jennifer a Miss World 2010 versenyen - a versenyzők bemutatása. youtube.com. (Hozzáférés: 2010. november 14.)